# Daan Olivier
Daan Olivier, né le 24 novembre 1992 à Oegstgeest, est un coureur cycliste néerlandais, professionnel entre 2012 et 2019.

## Biographie
En 2010, en catégorie junior, Daan Olivier est notamment deuxième du Grand Prix Rüebliland et de Liège-La Gleize, septième des Trois jours d'Axel. L'année suivante, il intègre l'équipe Rabobank Continental, renommée Rabobank Development, et réserve de l'équipe professionnelle Rabobank. Au cours de sa première saison dans cette équipe, en 2011, il est huitième du Grand Prix des Marbriers et du Tour du Gévaudan, dixième de l'Istrian Spring Trophy et du Rhône-Alpes Isère Tour. L'année suivante, il est deuxième du Tour de Gironde, troisième du Tour de Bretagne et du championnat des Pays-Bas espoirs, cinquième du Tour de Thuringe, huitième du Liège-Bastogne-Liège espoirs, du Tour de l'Avenir et du Tour Alsace, dixième du Tour de l'Alentejo et de l'Istrian Spring Trophy. En stage avec l'équipe professionnelle Rabobank en août, il impressionne en prenant la quatrième place du Tour de l'Ain, à 19 ans. Cependant, à partir de septembre 2012, il souffre d'un surentraînement qui le handicape pendant près d'un an. Il prend la deuxième place du Paris-Tours espoirs en fin de saison 2013.
En 2014, il est recruté par l'équipe Giant-Shimano. Durant sa première saison en tant que coureur professionnel, il est notamment huitième du Tour de Burgos. En juin 2015, Daan Oliver décide d'arrêter sa carrière cycliste, à 22 ans. Il explique avoir perdu le plaisir de pratiquer ce sport en 2013, lors de sa période de surentraînement.
En 2017, il décide de reprendre sa carrière de cycliste professionnel et signe pour l'équipe néerlandaise Lotto NL-Jumbo. Cette année-là, il participe à son premier grand tour, le Tour d'Espagne. Le 26 mai 2018, après une chute à l'entraînement dans le Colorado, il se blesse au genou gauche. Gêné par cette blessure qui ne permet pas la pratique intensive du vélo, il met un terme à sa carrière sportive le 1er mai 2019.

## Palmarès
- 2009
  - Acht van Bladel
- 2010
  - 2e du Grand Prix Rüebliland
  - 2e de Liège-La Gleize
  - 2e de l'Acht van Bladel
- 2012
  - 3e du Tour de Bretagne
  - 3e du championnat des Pays-Bas sur route espoirs
  - 8e du Tour de l'Avenir
- 2013
  - 2e de Paris-Tours espoirs

## Résultats sur les grands tours

### Tour d'Espagne
1 participation
- 2017 : 60e

## Classements mondiaux
| Année                                 | 2011  | 2012 | 2013 | 2014 | 2015 | 2016 | 2017  | 2018  |
| ------------------------------------- | ----- | ---- | ---- | ---- | ---- | ---- | ----- | ----- |
| UCI World Tour                        |       |      |      | nc   |      | nc   | 266e  | 347e  |
| Classement mondial                    |       |      |      |      |      | nc   | 1120e | 1564e |
| UCI Europe Tour                       | 1043e | 140e | 445e |      | nc   | nc   | 1899e | nc    |
| UCI Asia Tour                         | nc    | nc   | nc   |      | nc   | nc   | nc    | 565e  |
| UCI America Tour                      | nc    | nc   | nc   |      | nc   | nc   | nc    | 346e  |
|                                       |       |      |      |      |      |      |       |       |
| Légende : nc = non classéSource : UCI |       |      |      |      |      |      |       |       |